# Coleoxestia pubicornis
Coleoxestia pubicornis es una especie de escarabajo longicornio del género Coleoxestia, tribu Cerambycini, subfamilia Cerambycinae. Fue descrita científicamente por Gounelle en 1909.

## Descripción
Mide 24-28 milímetros de longitud.

## Distribución
Se distribuye por Bolivia, Brasil, Paraguay y Perú.